# 暗球狀星團

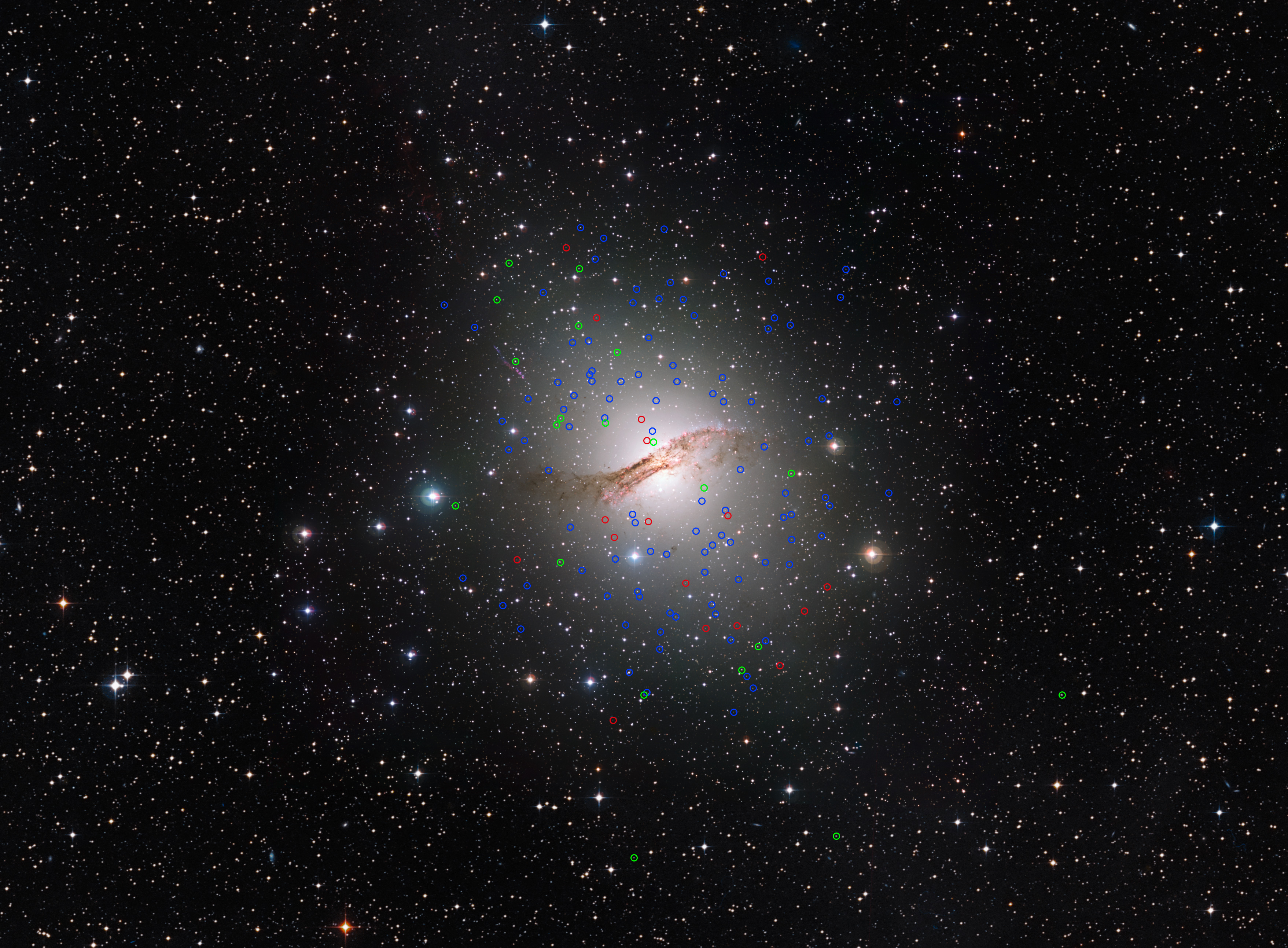
歐洲南方天文台在智利的甚大望遠鏡觀測發現了一類新的"黑暗"的球狀星團環繞著這個星系周圍，這些都以紅色標示。正常的球狀星團以藍色標示，以綠色球狀顯示的是性質類似的矮星系。

暗球狀星團是一種研議中的新形態球狀星團，它擁有不尋常的高質量。這個提案是建立在2015年的觀測資料基礎上，相信是擁有暗物質成分，像是中心有大質量黑洞。 

## 觀測資料
暗球狀星團的觀測資料來自智利的甚大望遠鏡（VLT）對半人馬座A附近的觀測。在這個星系內的球狀星團有許多都比環繞銀河系的明亮和巨大，使用VLT的FLAMES儀器採取了125個半人馬座A的球狀星團樣本進行研究。雖然一般都認為球狀星團內沒有暗物質，對這些球狀星團樣本的動力學研究建議存在非常高外來的暗物質。這項研究的結果發表在The Astrophysical Journal(link) （页面存档备份，存于），建議這些暗球狀星團的形成和演化，明顯不同於本星系群和半人馬座A的其它球狀星團。